# Leon Alex
Leon Alex a fost un pictor român (Petroșani 1907-1944 pe front). S‑a format în ambianța bănățeană, unde l‑a avut profesor pe Podlipny. În spiritul acestuia, a pictat și el, la început, dezmoșteniți ai sorții cu care fraternizează tandru deși, paradoxal, departe de a‑i idealiza, îi ironizează, ce‑i drept, cu simpatie și blândețe, ca în Îndrăgostiții. Mai târziu, războiul cu atrocitățile lui și propria experiență existențială l‑a radicalizat deopotrivă ca militant social și ca expresionist, imaginile din lagăr, lucrate în guașă, dobândind mai multă vehemență de limbaj, mai mult aplomb în culoare. Un tablou grăitor în acest sens este Execuția, care amintește de 3 Mai a lui Goya.
1. ↑  Alex Leon, The Fine Art Archive, accesat în 9 octombrie 2017
2. ↑  The Fine Art Archive, accesat în 1 aprilie 2021
3. ↑   https://ro.wikipedia.org/wiki/Leon_Alex Lipsește sau este vid: |title= (ajutor)